# Coenonympha corinna
Coenonympha corinna (Hübner, 1806) è un lepidottero diurno appartenente alla famiglia Nymphalidae, endemico del Mar Tirreno.

## Descrizione
Ha un'apertura alare di 19-24 mm. Le ali sono di colore bruno-arancio, con una macchia nera (ocello) sulle ali anteriori, e da 3 a 6 ocelli più piccoli sulle ali posteriori.

## Distribuzione e habitat
La specie è presente in Corsica, Sardegna, nelle isole di Capraia, Elba, Giglio, Giannutri e sull'Italia continentale nei dintorni di Grosseto.